# Zr.Ms. De Ruyter (1935)
Zr.Ms. De Ruyter var en lätt kryssare i Nederländernas kungliga flotta. Hon var ursprungligen konstruerad som ett fartyg på 5 100 ton med en lättare beväpning på grund av ekonomiska problem och den pacifistiska rörelsen. Senare i designstadiet lades ett extra kanontorn till och pansaret förbättrades. Hon var det sjunde fartyget i den nederländska flottan som uppkallades efter amiral Michiel Adriaenszoon de Ruyter.
De Ruyter kölsträcktes den 16 september 1933 vid Wilton-Fijenoord-varvet i Schiedam och togs i bruk den 3 oktober 1936, under befäl av kapten A. C. van der Sande Lacoste. Hon sänktes i slaget vid Javasjön 1942.

## Design
De Ruyter utformades under den stora depressionen, som inte bara var en period av ekonomisk depression utan också en period då pacifismen var utbredd i Nederländerna. Av dessa skäl kallades fartyget officiellt för en flottieljeleider (flottiljledare) i stället för en kryssare, och alla ansträngningar gjordes för att minska kostnaderna.
Fartygets uppgift var att bistå de två befintliga kryssarna av Java-klassen i försvaret av Nederländska Ostindien. Tanken var att med tre kryssare skulle det alltid finnas två kryssare tillgängliga, även om en kryssare måste repareras.
Men på grund av den besparingspolitik som låg till grund för hennes konstruktion var De Ruyter inte helt redo för sin uppgift. Hennes huvudbatteri (7 × 15 cm kanoner) var undermåligt i jämförelse med andra lätta kryssare vid den tiden (t.ex. den brittiska Leander-klassen), och klassen hade dessutom otillräckligt pansar och saknade tunga luftvärnskanoner med lång räckvidd. Dess eldledningssystem var dock utmärkt.

## Tjänstgöring
Under andra världskriget deltog De Ruyter i upprepade insatser i Nederländska Ostindien i fruktlösa försök att avvärja den japanska invasionen. Hon skadades av en luftattack i slaget om Balisjön den 4 februari 1942, men inte allvarligt. Hon deltog i slaget vid Badungsundet den 18 februari.

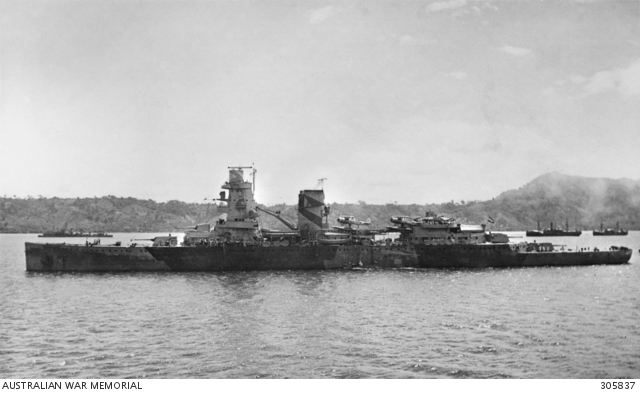
En bild som visar De Ruyter en kort tid innan hon sänktes i slaget vid Javasjön.

I slaget vid Javasjön den 27 februari var De Ruyter den nederländske konteramiralen Karel Doormans flaggskepp med sin flaggkapten Eugène Lacomblé (som tidigare hade tjänstgjort ombord på fartyget som löjtnant). Utanför Javas nordkust på kvällen den 27:e överraskades resterna av ABDA-flottan (American-British-Dutch-Australian Command) av de japanska tunga kryssarna Nachi och Haguro. Några minuter efter att den nederländska kryssaren Java hade torpederats och sjunkit träffades De Ruyter av en typ 93 torped som avfyrades av Haguro omkring klockan 23:40 och sattes i brand; torpeden satte också fartygets elektriska system ur funktion och gjorde att besättningen inte kunde bekämpa branden eller översvämningen. De Ruyter sjönk omkring klockan 02:30 nästa morgon med förlust av 367 man, inklusive amiral Doorman och kapten Lacomblé.